# William Allen (polityk)
William Allen (ur. 18 grudnia 1803 w Edenton w stanie Karolina Północna, zm. 11 lipca 1879 we Fruit Hill) – amerykański polityk, działacz Partii Demokratycznej, prawnik, zięć generała Duncana McArthura, wuj polityka Allena G. Thurmana.

## Życiorys
Urodził się w Edenton (Północna Karolina) jako syn Nathaniela Allena, bogatego kupca i właściciela ziemskiego oraz Sary Colburn. Ojciec Allena poddał się swoim zasadom kwakrów, by walczyć w rewolucji amerykańskiej i był delegatem na konwencję w Północnej Karolinie zwołaną w celu rozpatrzenia konstytucji federalnej w 1788 r. Oboje rodzice zmarli wkrótce po narodzinach Williama, a wychowywał go jego przyrodnia siostra, żona pastora metodystów, wielebnego Pleasanta Thurmana. Chociaż urodził się w rodzinie szlacheckiej, powikłana genealogia jego rodziny, ze względu na 3 małżeństwa ojca i różne techniczne szczegóły prawne, odmówiła Allenowi dziedziczenia znacznego majątku po ojcu.
W 1842 r. poślubił Effie McArthur Coons. Para miała jedną córkę.

## Kariera polityczna
W latach 1833–1835 reprezentował 7. okręg Ohio w Izbie Reprezentantów Stanów Zjednoczonych. Od 1837 do 1849 r. był senatorem 3. klasy z Ohio. W latach 1874–1876 pełnił funkcję gubernatora stanu Ohio.